# Gabriel Constantinovitch de Russie
Gabriel Constantinovitch de Russie ou Gavriil Constantinovitch de Russie, né le 15 juillet 1887 à Pavlovsk, mort le 28 février 1955 à Paris. Après la révolution, le prince passa toute sa vie en France, notamment à Paris et à Biarritz. Il était prince de Russie de la Maison de Holstein-Gottorp-Romanov, puis grand-duc de Russie.

## Famille
Fils de Constantin Constantinovitch et d'Élisabeth de Saxe-Altenbourg.

### Mariage
Le 5 mars 1917 Gabriel Constantinovitch de Russie épousa Antonia Nestorovskaïa (1890-1950).
Veuf, Gabriel Constantinovitch de Russie épousa le 11 mai 1951 la princesse Irina Ivanovna Kourakina (1903-1983).

## Biographie
Selon la loi promulguée par Alexandre III de Russie le 14 juillet 1886, Gabriel Constantinovitch de Russie ne fut pas : son Altesse impériale le grand-duc de Russie, il porta le titre de : son Altesse prince de Russie. 
En février 1917, après le renversement de la monarchie en Russie, le prince épousa à Saint-Pétersbourg, sa maîtresse, une ancienne ballerine du nom d'Antonia Nestorovskaïa. Un tel mariage, dans le cadre de la monarchie russe aurait posé beaucoup de difficultés.

### Enfance et jeunesse
Gabriel Konstantinovitch de Russie était de santé fragile : pâle, souvent malade, entourés de fonctionnaires et de médecins, le prince et son frère Ivan Konstantinovitch de Russie vécurent pendant plus d'un an dans le domaine familial d'Oreanda en Crimée. Dans un climat propice à la guérison, l'état de santé des jeunes princes de Russie s'améliora, ils purent profiter de nombreuses heures sur la plage et participèrent à de nombreuses excursions aux alentours, seuls. Ils tisseront un lien très fort qui les unira jusqu'à la fin de leur vie.
Comme ses frères et sœurs, le prince Gabriel de Russie reçut une bonne éducation. Il apprit à bien manier la langue russe et connaissait de nombreuses prières par cœur.
Son père lui transmit une grande passion pour l'armée. Comme le grand-duc Constantin, le prince suivit une carrière dans l'armée, comme tous les hommes de la famille impériale. Dans ses Mémoires, le prince rappelle : « Depuis l'âge de sept ans je souhaitais entrer à l'École de cavalerie Nicolas ». En 1900, il fut autorisé à rejoindre le corps des Cadets à Moscou pour une formation préparatoire. En 1903, il put enfin entrer à l'École Nicolas . À 19 ans, il fut promu officier. Le 19 janvier 1908, lors d'une cérémonie dans l'église du palais Catherine de Tsarskoïe Selo, le prince Gabriel prêta serment d'allégeance à l'empereur.
Sa famille était très proche du tsar. Le prince Gabriel passait beaucoup de temps auprès de l'empereur et de sa famille. La grande-duchesse Marie et son frère le grand-duc Dimitri furent ses compagnons de jeux.

### Le prince russe
Contrairement à ses frères et sœurs de caractère grave et réservé, le prince Gabriel Constantinovitch de Russie fut très sociable, il fut bientôt accepté dans un groupe d'aristocrates russes. En août 1911, au cours d'un bal donné par la ballerine Mathilde Kschessinska (la Petite K), le prince rencontra Antonina Rafailovna Nesterovskaïa (14 mars 1890-7 mars 1950), une danseuse issue d'une famille pauvre de petite noblesse. Gabriel Constantinovitch de Russie était un prince âgé de vingt-quatre ans, de grande taille et mince, la jeune femme possédait une taille d'environ 30 centimètres de moins que lui, joufflue, elle n'était pas particulièrement belle, mais d'un esprit vif. Le prince s'éprit de la jeune fille, au cours d'une pause entre deux danses, il parvint à engager conversation. En janvier 1912, le prince rendit visite à la jeune Antonina Rafailovna Nesterovskaïa dans son petit appartement partagé avec sa mère. Cet été 1912, Gabriel Constaninovitch de Russie débuta une relation amoureuse avec la jeune femme. Au cours de ce même été, ils rejoignirent Mathilde Kschessinska et son amant le grand-duc Andreï Vladimirovitch de Russie pour un voyage sur la Riviera, ils firent une halte à Cannes et Monte-Carlo. Mais le voyage des amoureux fut de courte durée, le prince retourna à Saint-Pétersbourg afin de poursuivre ses études. En 1913, Gabriel Constaninovitch de Russie demanda à Antonina Rafailovna Nesterovskaïa d'abandonner la danse, celle-ci accepta.
Gabriel Constaninovitch de Russie fut un amant très généreux, il installa sa maîtresse dans une maison assez bizarre, il acquit cette bâtisse pour sa vue donnant sur Kamennostrovsky à Saint-Pétersbourg. Dans le même temps, il vécut dans un appartement comportant trois chambres dans le Palais de Marbre. En 1915, après le décès de son père, le prince devint plus intime avec Antonina Rafailovna Nesterovskaïa, ils formèrent un couple très accueillants pour leurs amis. Très généreux, Gabriel Constantinovitch de Russie céda à tous les caprices de sa maîtresse, elle semblait insatiable dans ses exigences.
Gabriel Constaninovitch de Russie fut très épris de la jeune femme, mais la loi régissant la Maison impériale de Russie lui interdisait d'épouser Antonina Rafailovna Nesterovskaïa, Le prince fit appel à sa tante, la reine-mère Olga de Grèce, afin d'obtenir son intercession en sa faveur, la reine de Grèce se présenta devant Nicolas II de Russie afin d'obtenir la permission pour son neveu d'épouser la jeune danseuse, le tsar refusa catégoriquement. Malgré tout, Gabriel Constantinovitch de Russie resta déterminé dans son désir d'épouser sa jeune maîtresse.

### Première Guerre mondiale
Gabriel Constantinovitch fut séparé de sa maîtresse au début de la guerre. Le prince et ses quatre frères rejoignirent l'Armée impériale. Son frère cadet, le prince Oleg fut tué au combat dès le début du conflit à Wilno le 12 octobre 1914. L'année suivante, son père décéda d'un infarctus. Les temps étaient tristes, cependant le prince eut la satisfaction d'obtenir son diplôme de l'Académie militaire de Petrograd avec le grade de colonel. Il avait alors vingt-neuf ans. Sa liaison avec Antonina Rafaïlovna Nesterovskaïa reprit en 1916, à tel point que l'impératrice Alexandra, qui était convaincue de la sincérité de leurs sentiments, décida de plaider leur cause auprès de l'empereur qui ne pouvait accepter d'union morganatique.
Le prince demanda donc, après que l'empereur eut abdiqué, la permission à sa mère d'épouser sa maîtresse, mais, vivement choquée par cette atteinte aux lois dynastiques et morales de l'époque, elle refusa avec regret de donner son consentement en conscience. Le prince prit donc la décision de désobéir et il décida d'épouser l'ancienne ballerine Antonina Nesterovskaïa le 9 avril 1917, dans une petite église. Ce mariage devait demeurer secret, afin de ne pas provoquer de scandale dans la famille impériale. Il s'en était ouvert à son cousin Alexandre de Leuchtenberg (1912-1942) qui avait été chargé de trouver un prêtre acceptant de bénir l'union secrètement. Lors de la cérémonie du mariage n'étaient présents que la sœur de la mariée, Lydia Rafaïlovna Nesterovskaïa, et un couple d'amis. Gabriel Constantinovitch s'était aussi confié à son frère Ivan, mais celui-ci avait refusé d'assister à la cérémonie de mariage, pour ne pas aller à l'encontre de l'avis de leur mère. il promit en revanche de garder le secret. Sur le chemin de l'église, le prince rencontra ses deux frères cadets, les princes Constantin et Georges rue de la Morskaïa, ils aperçurent la fiancée vêtue d'une robe de mariée assise dans une autre voiture et réalisèrent plus tard ce qui s'était réellement passé. Une fois marié, le jeune prince présenta son épouse à sa mère, malgré son courroux, elle accepta de bénir cette union.
Le prince Gabriel, à partir du printemps 1917, soit après l'abdication, se mit à vivre dans l'ombre et la sobriété, afin de ne pas attirer l'attention de la foule et d'attiser un esprit de vengeance éventuel contre un membre de la dynastie renversée.

### Révolution russe
Après la Révolution d'Octobre, les journaux publièrent un décret selon lequel tous les hommes de la famille impériale devaient se présenter et se faire enregistrer à Petrograd à la Tcheka (la police secrète bolchévique). L'on donna d'abord l'ordre aux membres de la famille Romanov de ne pas quitter la capitale, mais en mars 1918, tous ceux qui s'étaient fait enregistrer furent envoyés aux confins de la Russie. Les Bolcheviks tentèrent d'emprisonner Gabriel Constantinovitch de Russie au printemps 1918, mais comme il souffrait de tuberculose, il lui fut permis de demeurer consigné dans son appartement avec son épouse. Le prince guérit à l'été 1918, lorsqu'un contingent de soldats armés se présenta à son domicile et le plaça en garde à vue. Il fut emprisonné à la prison de Spalernia et occupa une cellule voisine de son oncle, le grand-duc Dimitri Constantinovitch et des grands-ducs Nicolas et de Georges.
Son épouse mit à profit ses diverses relations pour obtenir sa libération, elle avait été autrefois une amie de Maxime Gorki et donc, en son nom, l'écrivain russe fit pression sur Lénine afin d'obtenir la liberté du prince Gabriel. Après sa libération, le prince et son épouse demeurèrent quelque temps à Petrograd (ex-Saint-Pétersbourg) sous le toit de Maxime Gorki. Quelques semaines plus tard, de nouveau grâce aux bons offices de Gorki, le Soviet de Petrograd donna au couple l'autorisation de quitter la Russie pour la Finlande,. Ils prirent la fuite et s'installèrent à Paris. La libération du prince arriva à point nommé : dans les premières heures du 28 janvier 1919, les membres de la famille impériale détenus à la prison de Spalernia furent exécutés à la forteresse Saint-Pierre et Saint Paul.
Beaucoup de membres de sa famille proche n'eurent pas sa chance. Ses trois frères, Constantin, Ioann et Igor furent exécutés sommairement à Alapaïevsk dans l'Oural.

### L'exil
Gabriel Constantinovitch et son épouse s'établirent à Paris en 1920. Le couple en exil appréciait les mondanités et était souvent invité à des réceptions ou bals d'émigrés. Ils aimaient aussi les clubs de nuit, comme le cabaret russe Schéhérazade, et cultivait leur amitié pour les autres membres de la famille Romanov en exil.
La situation financière du prince se dégrada en 1924. Son épouse, après avoir abandonné l'idée d'ouvrir une école de danse, se tourna vers le monde de la mode et ouvrit sa propre maison, ; la boutique porta le nom de Maison de Berry et fut ouverte dans un petit bâtiment. Elle déménagea cinq ans plus tard dans un local plus grand grâce à son succès. La princesse recevait des clients fortunés, souvent des millionnaires américains, dans sa boutique richement décorée dans le style Empire russe. Ses clients passaient de longs moments avec le prince Gabriel qui mettait la conversation sur les membres de l'ancienne famille impériale en s'aidant de photographies. Le ménage princier vécut dans une certaine modestie, en comparaison évidemment de sa situation d'autrefois, mais grâce aux revenus de la maison de couture de la princesse, il était assuré d'un certain confort. Le couloir de leur appartement était tapissé de photographies de famille. Le prince et son épouse donnaient souvent des réceptions intimes pour le Tout Paris, et d'autres émigrés russes, dont le prince Youssoupoff et son épouse la princesse Irène, ou le grand-duc André qui épousa Mathilde Kschessinska en 1921. 
La Grande Dépression causa de grandes difficultés à leur maison de couture. La princesse Gabriel fut dans l'obligation de fermer sa boutique en 1936 et le couple vécut dès lors très modestement dans la banlieue de Paris où Gabriel Constantinovitch écrivit ses Mémoires. Afin de réunir de petites sommes d'argent, le prince organisait des parties de bridge. Quant à son épouse, elle donnait quelques leçons de danse. Une partie du journal du prince fut publié sous le titre Le Palais de Marbre : cet ouvrage semble avoir été rédigé en russe et en français. Au fil des années, plusieurs éditions furent publiées en anglais, car il semblerait que la traduction aurait été perdue lors des bombardements de l'ambassade américaine à Beyrouth au Liban en 1984. Les Mémoires de Gabriel Constantinovitch de Russie relatent la vie quotidienne des membres de la famille Romanov, en outre, elles sont la source de bien des biographies sur la famille impériale de Russie.

### Dernière année de vie du prince Gabriel Constantinovitch de Russie
En exil, le prince Gabriel Constantinovitch de Russie soutint les prétentions au trône émises par le grand-duc Cyrille Vladimirovitch, comme chef de la Maison impériale de Russie en exil. En remerciement, le grand-duc Cyrille titra Antonina Rafailovna Nesterovskaïa « princesse Romanovskaïa-Strelninskaïa », le 15 mai 1939, Gabriel Constantinovitch de Russie se vit attribuer par le grand-duc Vladimir Kirillovitch de Russie, le titre de « grand-duc de Russie ». Il fut le seul prince de la famille Romanov à être ainsi élevé à ce rang. La légalité de ces mesures sont discutables, les grands-ducs Cyrille et son fils Vladimir Kirillovitch de Russie virent leurs prétentions contestées.
Au cours de la Seconde Guerre mondiale, le couple demeura à Paris. Antonina Rafailovna Nesterovskaïa décéda le 7 mars 1950 à l'âge de soixante ans. Non seulement Gabriel Constantinovitch de Russie survécut à son épouse mais il se remaria le 11 mai 1951. Sa seconde épouse, la princesse Irina Ivanovna Kourakina (22 septembre 1903-17 janvier 1993), exilée et issue d'une famille aristocratique russe, elle fut créée Son Altesse Sérénissime, Princesse Romanovskaïa par la grand-duc Vladimir Kirillovitch de Russie.

### Décès et inhumation
Gabriel Constantinovitch de Russie décéda le 28 février 1955 à Paris sans descendance.
Le prince Gabriel Constantinovitch de Russie fut inhumé au cimetière orthodoxe de Sainte-Geneviève-des-Bois.

## Généalogie
Gabriel Constantinovitch de Russie appartient à la seconde lignée issue de la première branche de la Maison d'Oldenbourg-Russie (Holstein-Gottorp-Romanov) elle-même issue de la première branche de la Maison de Holstein-Gottorp. Ces trois lignées sont toutes issues de la première branche de la Maison d'Oldenbourg.

## Sources
- Greg King et Penny Wilson, Gilded Prism: The Konstantinovichi Grand Dukes & the Last Years of the Romanov Dynasty, Eurohistory, 2006 (ISBN 0-9771961-4-3).
- Alexandre Vassiliev, Beauté en exil, Harry N. Abrams, 2001 (ISBN 0-810-95701-9).

- (en) Cet article est partiellement ou en totalité issu de l’article de Wikipédia en anglais intitulé « Prince Gabriel Constantinovich of Russia » (voir la liste des auteurs).